# ترویلوس

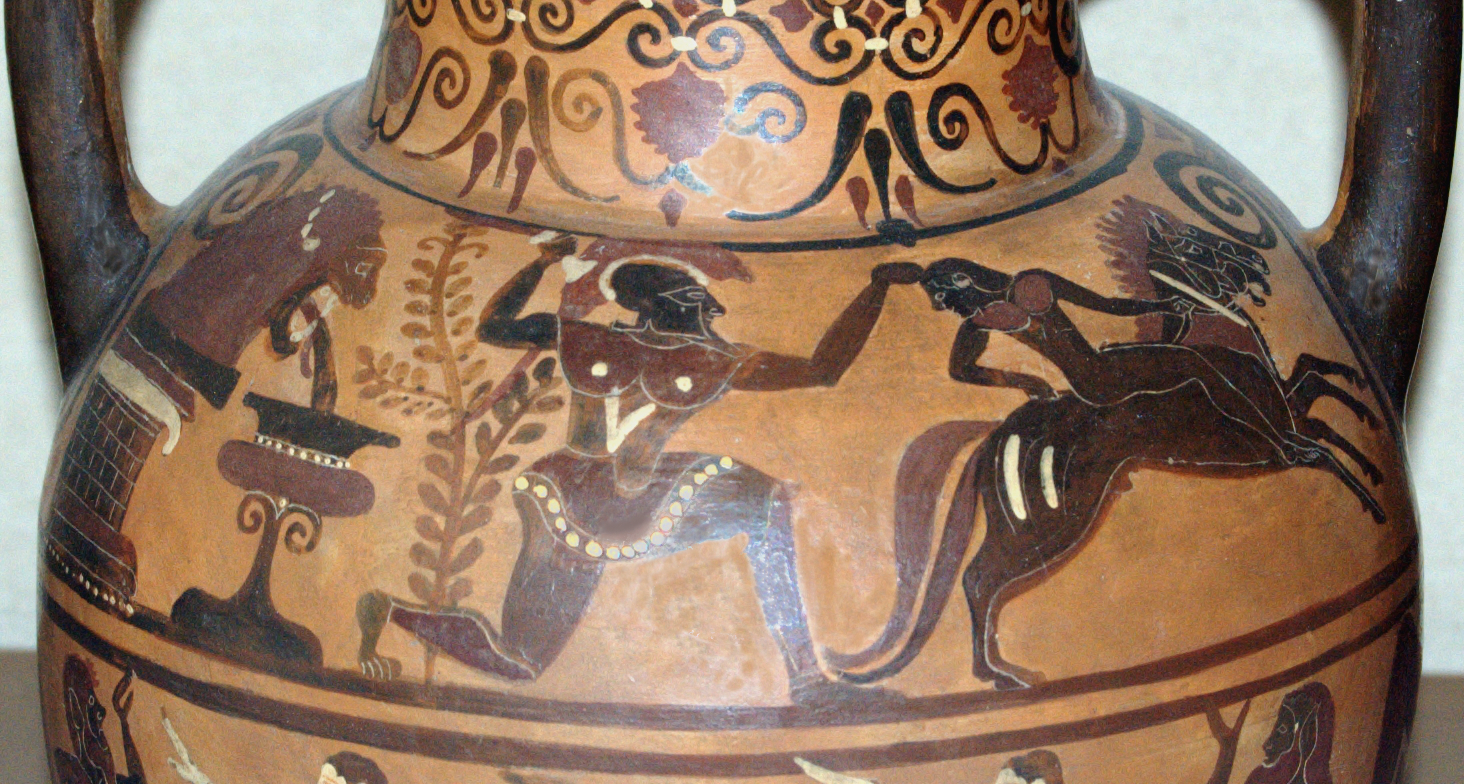
آشیل در تعقیب ترویلوس

ترویلوس (به یونانی: Τρωίλος) در اسطوره‌های یونان، پسر پریاموس و هکابه بود.
آخیلس به سبب آن‌که شنیده بود اگر او به سن بیست سالگی برسد، دیگر تروا شکست نمی‌خورد و او را با تیر کشت.
ترویلوس قهرمان تروا، کوچک‌ترین از پنج پسر مشروع پریام توسط هکوبا، با این وجود رهبر مهم جنگ تروا بود. با وجود جوانی، او مغرور، جنگ طلب و مخالف هرگونه آتش‌بس یا صلح با یونانیان بود. گفته می‌شد که ترویلوس آنقدر جوان باشکوه بود که ممکن است آپولو پدر واقعی او بوده باشد که بازتاب‌های مهمی را در پی داشت. 
پیشگویی سرنوشت ترویلوس را به تروآ گره زد: اگر ترویلوس تا بزرگسالی زنده می‌ماند، تروا هرگز سقوط نمی‌کرد. این اطلاعات توسط آتنا به یونانیان منتقل می‌شود. در سال‌های اولیه جنگ، ترویلوس برای بازدید از یک چاه به خارج از شهر تروآ سفر می‌کند. بسته به نسخه داستان، او یا خواهرش پلیکسنا را همراهی می‌شود یا با معشوقش کرسیدا ملاقات می‌کند. 
بدون توجه به آن، آشیل در چاه کمین کرده‌است. در نسخه پولوکسنا خواهرش به تروی فرار می‌کند و به هکتور اطلاع می‌دهد. ترویلوس با آشیل برابری نمی‌کند و به معبد آپولو می‌گریزد و در آنجا کشته و مثله می‌شود. تصویرهای ترویلوس، سرباز پسری که سرنوشت غرق شده بود، در هنر باستان و قرون وسطی رایج بود.